# Bystřina - Lužní potok
Bystřina - Lužní potok este o arie protejată (arie specială de conservare — SAC, sit de importanță comunitară — SCI) din Republica Cehă întinsă pe o suprafață de 1.129,58 ha, integral pe uscat.

## Localizare
Centrul sitului Bystřina - Lužní potok este situat la coordonatele 50°17′06″N 12°08′13″E / 50.285°N 12.136944°E.

## Înființare
Situl Bystřina - Lužní potok a fost declarat sit de importanță comunitară în aprilie 2005 pentru a proteja 3 specii de animale. Situl a fost protejat și ca arie specială de conservare în iulie 2020.

## Biodiversitate
Situată în ecoregiunea continentală, aria protejată conține 2 habitate naturale: Lacuri și iazuri distrofice naturale, Liziere de ierburi înalte hidrofile de câmpie și de nivel montan până la alpin.
La baza desemnării sitului se află mai multe specii protejate:
- nevertebrate (2): fluturele auriu (Euphydryas aurinia), Margaritifera margaritifera
- pești (1): cicar (Lampetra planeri)